# Microsoft Visio
Microsoft Visio (чита се Визио) је апликација за прављење дијаграма и векторску графику и део је пакета Microsoft 365. Производ је први пут представљен 1992. године, а његова најновија верзија је Visio 2021. Microsoft је купио имовину компаније Visio Corporation 2000.

## Карактеристике
Visio се користи за креирање типова дијаграма као што су дијаграми тока, организациони дијаграми, тлоцрти, мрежни дијаграми, УМЛ, мапе ума и још много тога. Такође се обично користи за сценарије као што су мапирање процеса и визуелна сарадња. Најновија верзија такође има визуелизацију података која омогућава корисницима да креирају дијаграме из Excel података и такође уграђују Висио дијаграме у  Power BI контролне табле.
Visio 2013 је изашао у два издања: Standard и Professional. Standard и Professional издање деле исти интерфејс, али Professional издање има додатне шаблоне за напредније дијаграме и распореде, као и могућности које корисницима омогућавају да лако повежу своје дијаграме са изворима података и да графички прикажу своје податке.

## Историја
Visio је почео као самостални производ који производи Shapeware Corporation; верзија 1.0 испоручена 1992. Претходно издање, верзија 0.92, дистрибуирано је бесплатно на дискети. 1995. Shapeware Corporation је променила име у Visio Corporation да би искористила предности тржишног признања и сродних производа. Microsoft је купио Visio 2000. године, ребрендирајући га у Microsoft Office апликацију. Међутим, као и Microsoft Project, никада није званично укључен ни у један од Office пакета. 